# Анри Верньой
Анри Верньой (на френски: Henri Verneuil, истинско име Ашот Малакян, на френски: Achod Malakian, на арменски: Աշոտ Մալաքյան; 15 октомври 1920 – 11 януари 2002) е френски режисьор и сценарист от арменски произход. Снимал е детективски и приключенски
филми. Работил е със звездите на френското кино.

## Избрана филмография
| Година | Филм                        | Оригинално заглавие                     |
| ------ | --------------------------- | --------------------------------------- |
| 1959   | Кравата и затворникът       | La Vache et le Prisonnier               |
| 1963   | Мелодия от подземието       | Mélodie en sous-sol                     |
| 1964   | Сто хиляди долара на слънце | Cent mille dollars au soleil            |
| 1967   | Двадесет и петият час       | La Vingt-Cinquième Heure (La 25e Heure) |
| 1969   | Сицилианският клан          | Le Clan des Siciliens                   |
| 1971   | Обирджиите                  | Le Casse                                |
| 1984   | Авантюристите               | Les Morfalous                           |